# 包科尼圣基拉伊
包科尼圣基拉伊（匈牙利語：Bakonyszentkirály）是匈牙利维斯普雷姆州所辖的一个村，与齊爾茨相距约12公里，总面积27.90平方公里，总人口849，人口密度30.4人/平方公里（2010年1月1日）。